# Alessandro Alberti
Alessandro Alberti (Sansepolcro, 9 de Março de 1551 - Roma, 10 de Julho de 1590) foi um pintor italiano do período do Renascimento.
Ele era o filho mais velho de Alberto Alberti. Treinou com Gaspero di Silvestre de Perugia. Em 1566, o tio de Alessandro, Ludovico, o levou para Roma. Alessandro Alberti morreu em Roma, enquanto efetuava um grande trabalho na decoração da Sala Clementina para o Papa Clemente VIII. Alessandro também trabalhou em Sansepolcro, Nápoles e Mântua.